# متحف السكه حديد
تم تأسيس المتحف علي يد هيئة السكة حديد السودانية في العام 2000 انشأ المتحف اسو بمتحاف السكك الحديده حول العالم لتثبيت الإرث لعراقتها.

### الموقع
يقع المتحف في مدينة عطبرة بحي السودنه

### المقتنيات
يحتوي المتحف علي كثير من المقتنيات العرقية المرتبة علي حسب اهمية الفلكات الخشبية و الحديديه التي تم وضع عليها احجار الاساس لوابورات البخار والديزل صنعت في عام 1901م وعربات سكك الحديد التي صممت في الاعوام 1901م -1904-1912م إضافة إلى أتومبيل ماركة (قانق)انجليزي الصنع 1949م وترولي يد 1972م.
ومن المقتنيات ذات القيمة التاريخية بوابة الملكة فكتوريا التي كانت مدخلاً لمحطة الخرطوم شمال شارع بيويوكوان ويعود تصنيع هذه البوابة إلى العام 1902 ببريطانيا وهناك بوابة تحذيرية أخرى من المناورة للبوابة الجنوبية لمحطة الخرطوم صنعت عام 1897م.
هذا بجانب صور انتشار الخطوط شرقا وغربا و جنوبآ و صور مديري السكه في عهد الخديوي اسماعيل باشا عام 1885 ، إلى جانب منضدة قاعة بلدية عطبرة العتيقة التي يعود تصنيعها إلى العام 1951م.
ان آخر المقتنيات النادرة التي تمَّ الحصول عليها مؤخراً والحقت بمتحف السكة حديد من الخرطوم هو وابور الحملة البريطانية على السودان عام 1897م إبان حملة كتشنر باشا على السودان وهذا الوابور يحمل دلالات تاريخية ويعتبر إضافة كبيرة لمتحف السكة الحديد.